# Eufrásio José da Cunha
Eufrásio José da Cunha (Bahia,  — , ) foi um médico e político brasileiro.
Filho de José Bonifácio da Cunha e de Arcanja Maria do Amparo.
Foi deputado à Assembleia Legislativa Provincial de Santa Catarina na 24ª legislatura (1882 — 1883).
Foi um dos sócios fundadores do Instituto Histórico e Geográfico de Santa Catarina.